# Сіраджгандж (зіла)
Сіраджгандж (бенг. সিরাজগঞ্জ জেলা) — округ у регіоні Північна Бенгалія Бангладеш, розташований у дивізіоні Раджшахі. Це економічно важливий район Бангладеш. Район Сіраджгандж є 25-м за величиною районом і 9-м за кількістю населення в Бангладеш. Він відомий як ворота в Північну Бенгалію.
Його адміністративний центр — Сіраджгандж. Він відомий своїми ручними ткацькими верстатами. У 1885 році Сіраджгандж став тханою. Формально підпорядкований округу Міменсінгх у відділі Дакка, 15 лютого 1866 року його було передано до округу Пабна. Він був модернізований, щоб стати підрозділом Пабни в 1885 році. У 1984 році переведений в районний.

## Історія
У 1762 році сильний землетрус змінив течію річки Джамуна і утворив нову річку під назвою Барал. На західному березі цієї річки Барал виникла нова земля, і більша частина землі, що її оточувала, належала Заміндару Сіраджу Алі Чоудхурі. Отже, після його імені поступово ця територія отримала визнання як Сіраджгандж.
Історичний рух Саланга в 1922 році призвів до 1200 смертей, особливо під час різанини активістів незалежності 27 січня 1922 року, яка в історії Бенгалії називається різаниною в Саланзі та вшановується щорічно «Днем Саланги». У 1924 році відбулася конференція партії Всеіндійського конгресу. З'їзд Брахмо Самаджа в Сіраджганджі відбувся в 1928 році. У 1932 році Казі Назрул Іслам, нині відомий як національний поет Бангладеш, відвідав Сіраджгандж. У 1940 році тодішній прем'єр-міністр Бенгалії А. К. Фазлул Хук заклав перший камінь у фундамент урядового коледжу Сіраджгандж. У 1942 році на конференції Всеіндійської мусульманської ліги був присутній Мухаммед Алі Джинна.

## Географія
Район Сіраджгандж є воротами до Північної Бенгалії. На півночі межує з районами Богра та Наторе; на заході район Наторе та район Пабна; на півдні район Пабна та район Манікгандж; на сході район Манікгандж, район Тангайл і округ Джамалпур.
Район Сіраджгандж округу Раджшахі має площу близько 2 497,92 км2. Головні річки: Джамуна, Барал, Ічаматі, Каратоя, Пхулджор і Хурасагор. Середньорічна температура досягає максимуму 34,6 °C, а мінімальна 11,9 °C. Річна кількість опадів становить 1610 миллиметров.

## Адміністративно-територіальний поділ
Підрозділ Сіраджгандж був створений у 1885 році в районі Пабна, а в 1984 році його було перетворено на округ. З дев'яти упазіл району Уллахпара є найбільшим (414,43 км2), а Камарханда — найменша (91,61 км2). Крім того, округ має шість муніципалітетів, шість місць у парламенті, 82 профспілки та 2016 сіл.

### Список Упазил
Є дев'ять (9) Упазіл, а саме :
- Сираджгандж Садар Упазіла
- Казипур Упазіла
- Уллахпара Упазіла
- Шахджадпур Упазіла
- Райгандж Упазіла
- Камарханда Упазіла
- Тараш Упазіла
- Белкучи Упазіла
- Чаухали Упазіла